# Russell Peters
Russell Dominic Peters (Toronto, 1970. szeptember 29. –) kanadai stand-up komikus, színész és producer. Karrierje 1989-ben kezdődött, 2008-ban pedig Gemini-díjat nyert. A Forbes magazin 2013-as "a világ legjobban fizetett komikusai" listáján a harmadik helyet szerezte meg. Los Angelesben él.

## Élete
1970. szeptember 29.-én született Torontóban, indiai bevándorlók gyermekeként. Katolikus hitben nevelkedett.
Négy éves korában családjával együtt Bramptonba költözött. A Chinguacousy Secondary Schoolban és a Bramalea-i North Peel Secondary Schoolban tanult. Gyerekkorában gyakran bántalmazták származása miatt. Elkezdett boxolni, így ki tudott állni magáért. Fiatalkorában elkezdte érdekelni a hiphopzene, a kilencvenes években pedig DJ lett.
Van egy testvére, Clayton, aki a menedzsere is.
Karrierje 1989-ben kezdődött, azóta több országban is fellépett.
1992-ben ismerkedett meg George Carlinnal, aki többször is segítette Peters-t, sok tanácsot adott neki. 2007-ben ő volt Carlin egyik fellépésén a házigazda.
2013. szeptember 28.-án elnyerte a Trailblazer-díjat a komikus közreműködései miatt.
Szerepelt a Top Gear America első évadának harmadik epizódjában.

## Magánélete
Los Angelesben él, ahol két háza is van. Las Vegas Valley-ben és Vaughanban is vannak házai.

## Önálló estjei
- Outsourced (2006)
- Red, White and Brown (2008)
- The Green Card Tour: Live from the O2 Arena (2011)
- Notorious (2013)
- Almost Famous (2016)
- Deported (2020)

## Bibliográfia
- 2010. Call Me Russell. Random House Digital, Inc. ISBN 0-385-66965-8.